# (3706) Sinnott
(3706) Sinnott – planetoida z pasa głównego asteroid okrążająca Słońce w ciągu 3 lat i 88 dni w średniej odległości 2,19 j.a. Została odkryta 28 września 1984 roku w Lowell Observatory (Anderson Mesa Station) przez Briana Skiffa. Nazwa planetoidy pochodzi od Rogera W. Sinnotta, współpracownika czasopisma astronomicznego Sky & Telescope. Przed jej nadaniem planetoida nosiła oznaczenie tymczasowe (3706) 1984 SE3.